# Naturschutzgebiet Dhünnaue (Südkreis)
Das Naturschutzgebiet Dhünnaue (Südkreis) liegt im Stadtteil Schildgen von Bergisch Gladbach. Es umfasst den Lauf der Dhünn auf einer Strecke von rund 900 m am linken Ufer der Dhünn zwischen der Stadtgrenze zu Odenthal in Hoverhof und der Stadtgrenze zu Leverkusen in Hummelsheim. Die rechte Uferseite der Dhünn liegt im Naturschutzgebiet Dhünn (LEV-016) auf Leverkusener Gebiet. Nach Osten grenzt das Naturschutzgebiet Dhünnaue (Mittlere Dhünn) (GL-028) auf Odenthaler Gemeindegebiet an und ist als Lebensraum mit dem Gewässersystem des Eifgenbachs vernetzt, der in Altenberg in die Dhünn fließt.

## Vegetation
Im Schutzgebiet befinden sich neben dem Gewässer ein Saum von altem Ufergehölz und ein Waldgebiet mit stellenweisem Auenwaldcharakter. Der Naturschutz bezieht sich auf den Schutz, die Pflege und die Entwicklung der an diese Lebensräume gebundenen Lebensgemeinschaften von Pflanzen und Tieren sowie den Schutz seltener und gefährdeter Tier- und Pflanzenarten.

## Fauna-Flora-Habitat (FFH)
Ein Teilbereich des Naturschutzgebiets ist ebenfalls ein Teilgebiet des FFH-Gebiets Dhünn und Eifgenbach (Gebietsnummer DE-4809-301). Hierbei handelt es sich vorwiegend um die angrenzenden Uferbereiche.

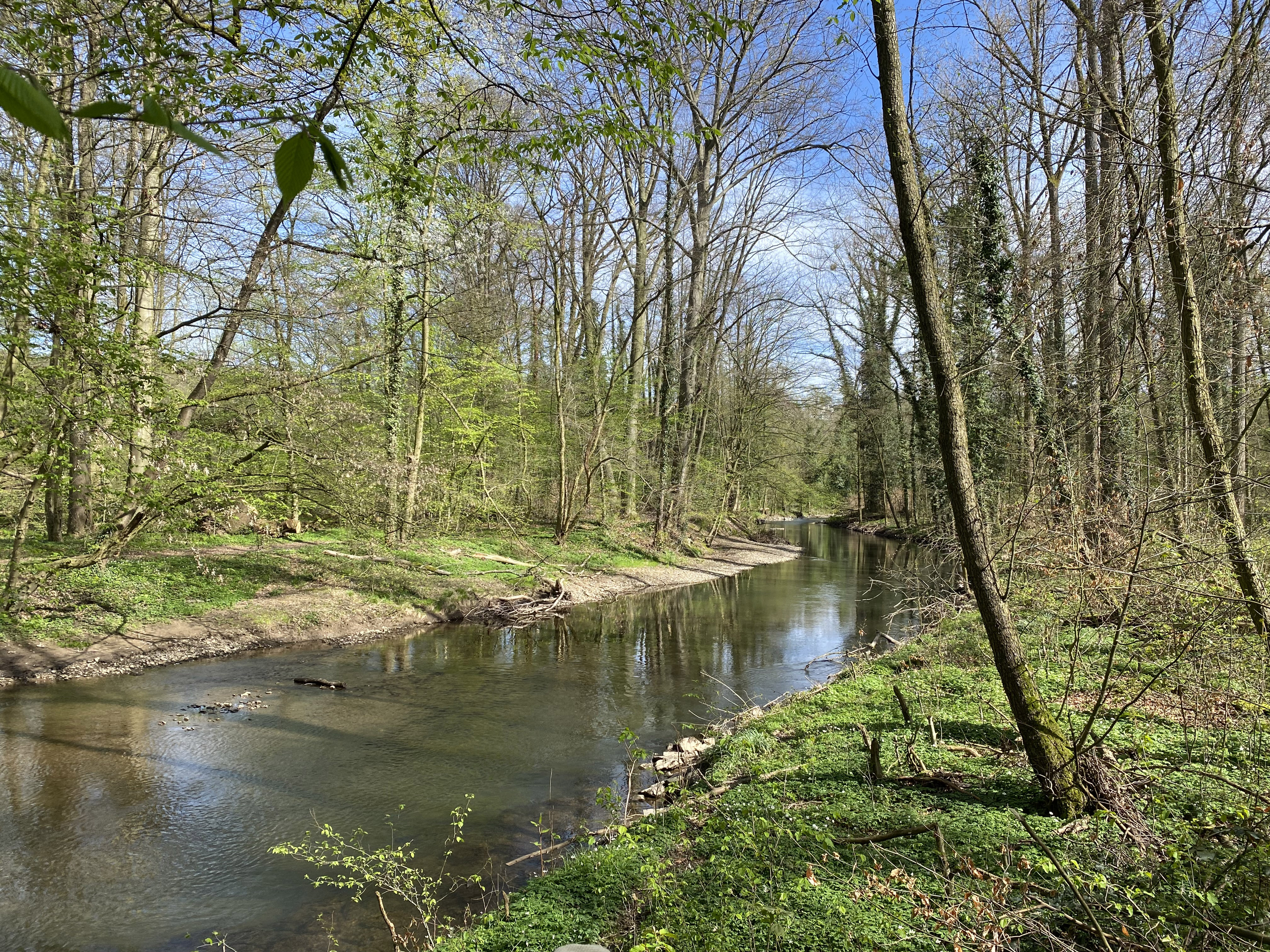
Dhünn im NSG
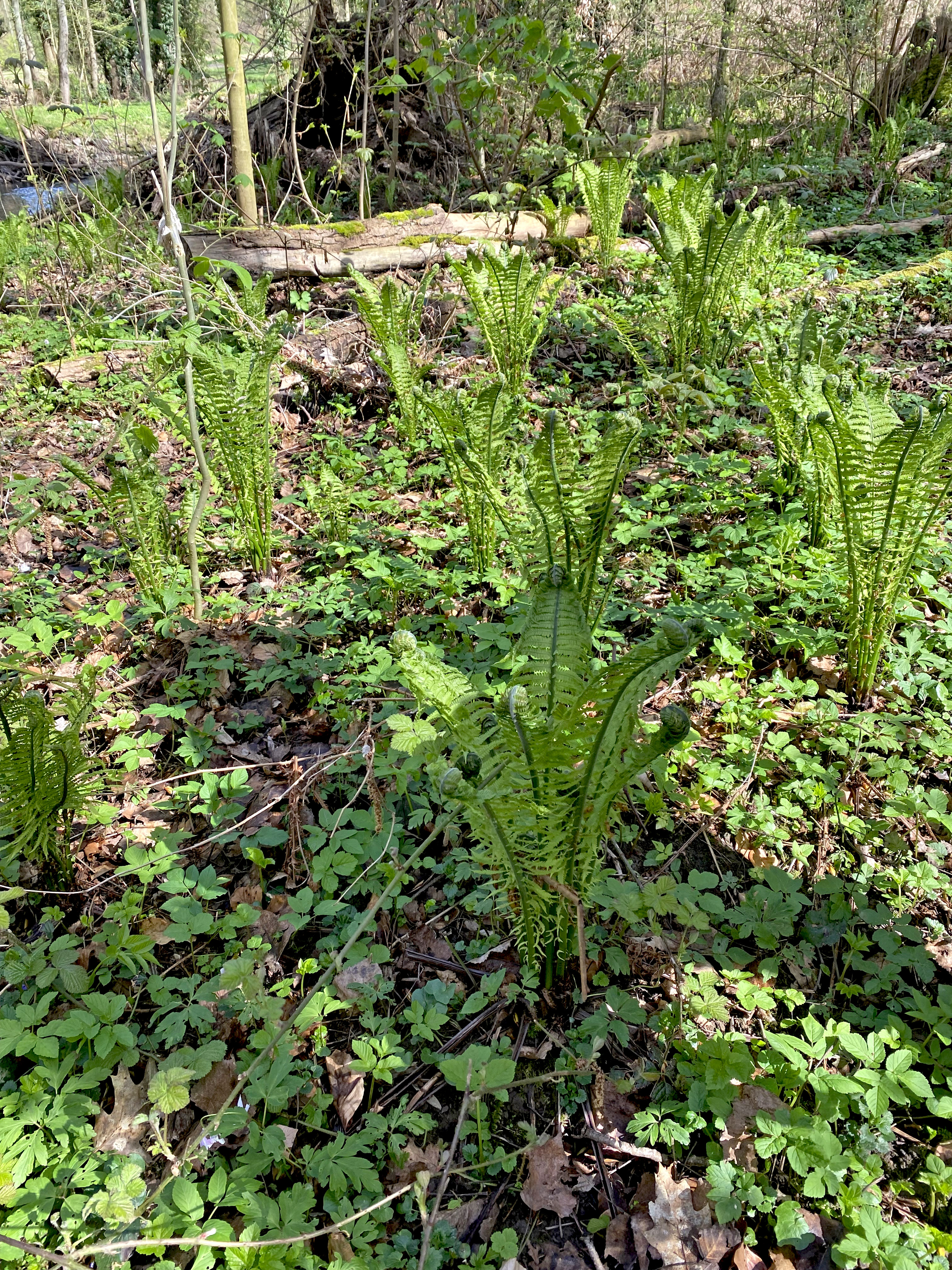
Straußenfarn (Matteuccia struthiopteris) im Auwald des NSG
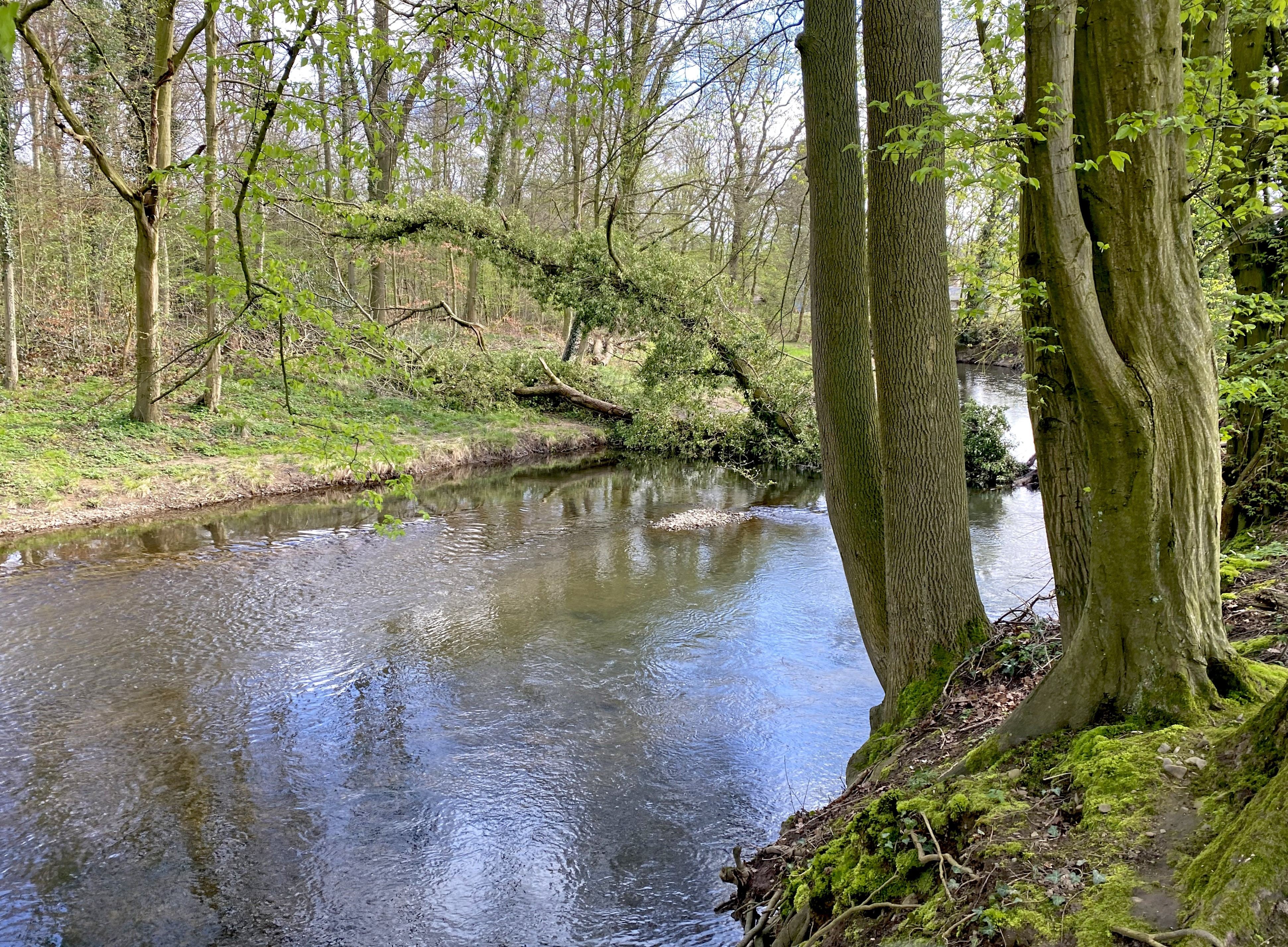
Im NSG in die Dhünn gestürzter Baum
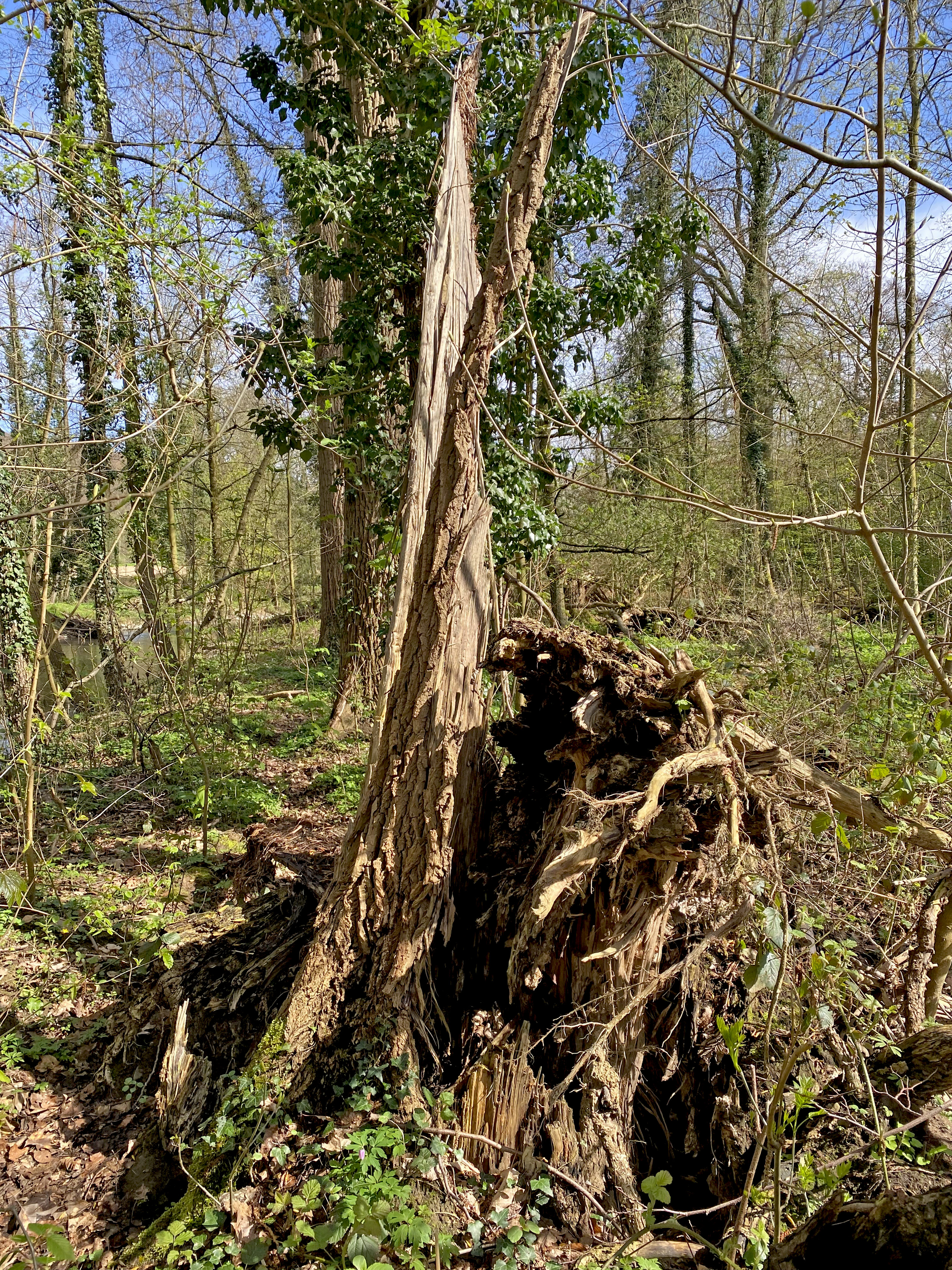
Totholz – wichtiger Bestandteil des NSG
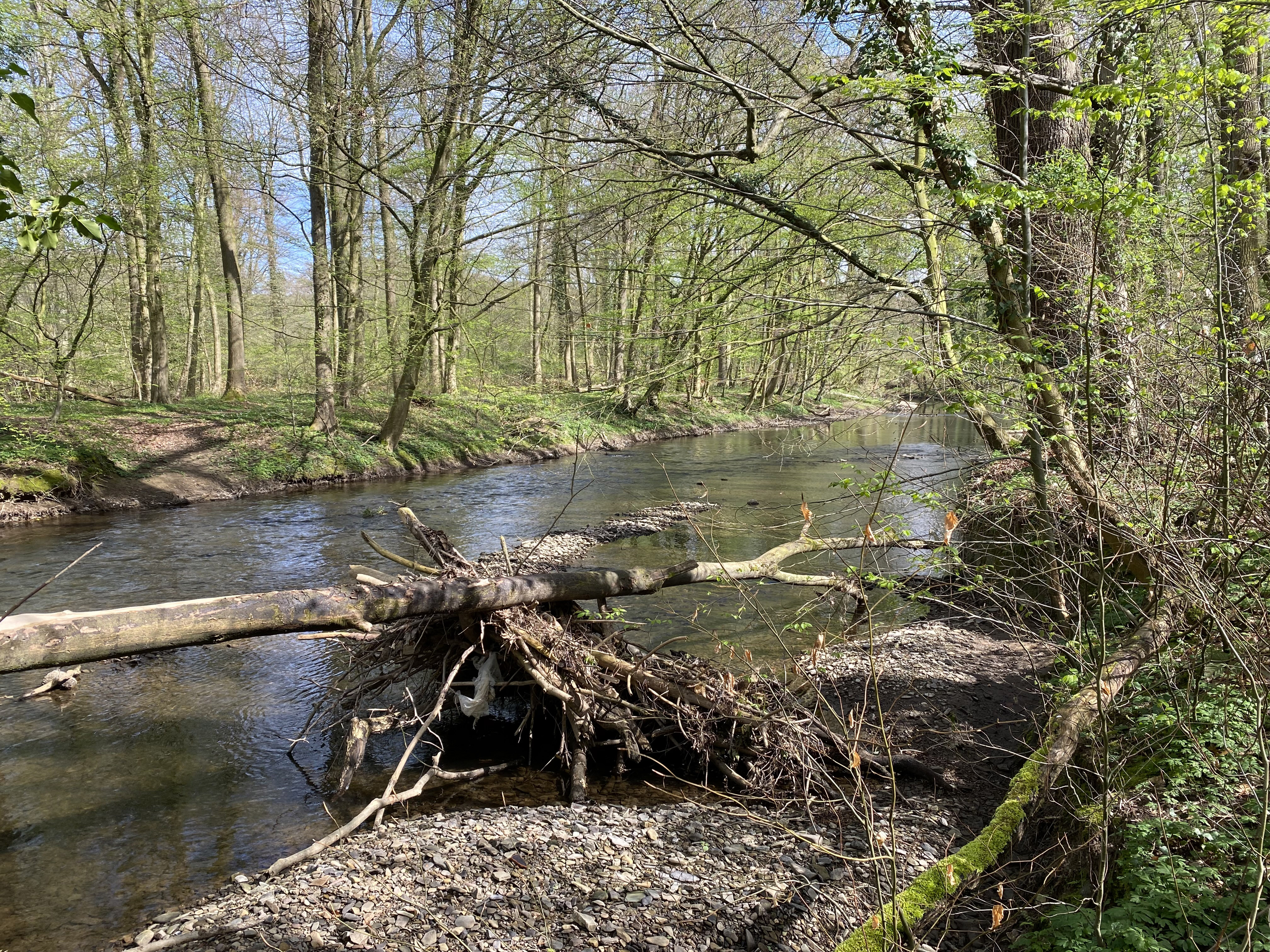
Naturnaher Verlauf der Dhünn
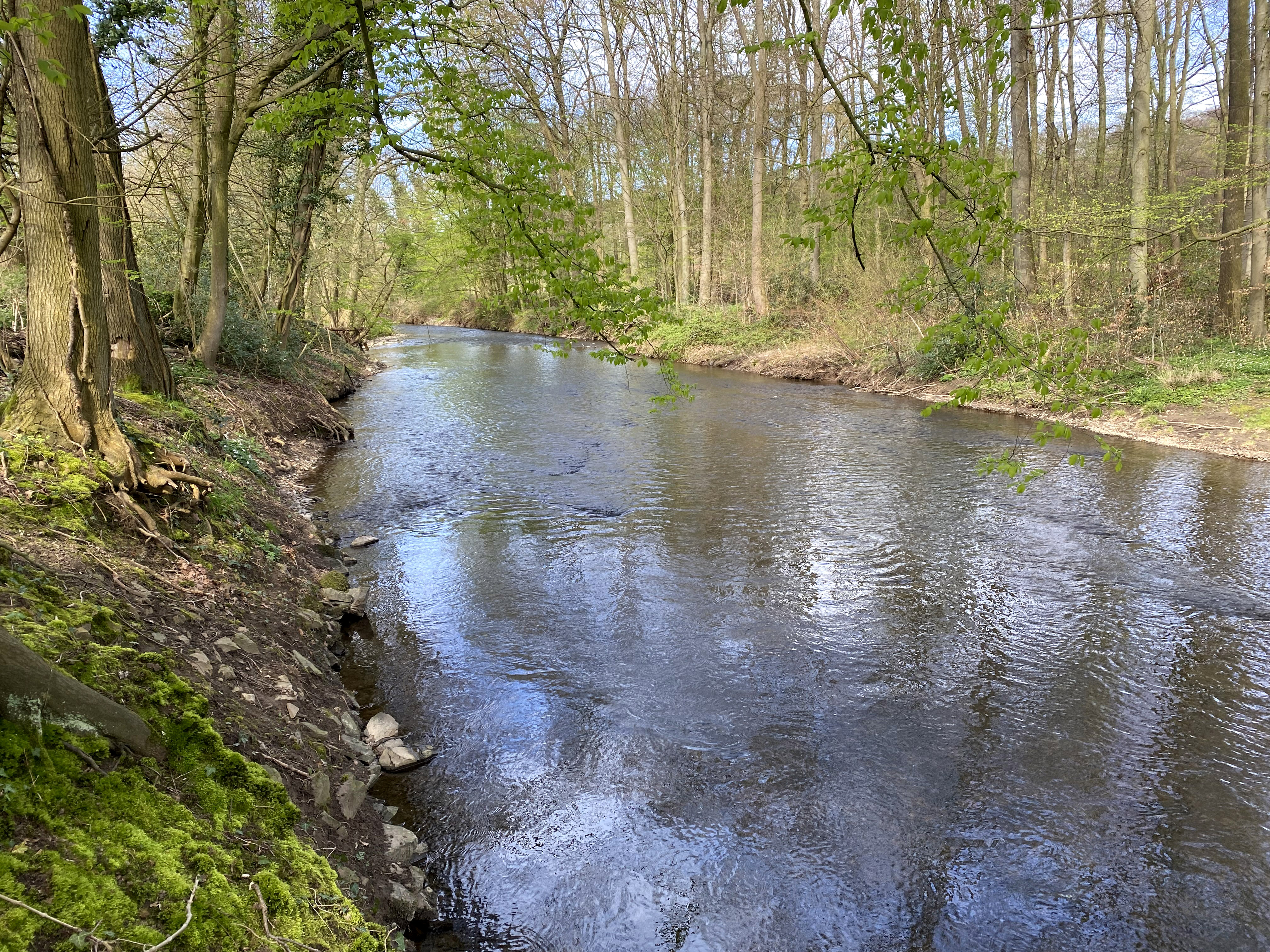
Die Dhünn im NSG